# Saydia de Sidi Bou Saïd
Maillots
La Saydia de Sidi Bou Saïd (SSBS) est un club de volley-ball tunisien. Il représente la ville de Sidi Bou Saïd située dans la banlieue nord de Tunis.
La Saydia de Sidi Bou Saïd est créé en 2012 après la dissolution du Saydia Sports. Le club, présidé par Béji Rafrafi, fait son entrée en division nationale B lors de la saison 2012-2013 et remporte le titre, ce qui lui permet d'accéder pour la première fois en division nationale A.

## Palmarès
- Championnat de Tunisie (division nationale B) :
  - Vainqueur : 2013
- Coupe de la Fédération :
  - Vainqueur : 2021, 2022, 2024
  - Finaliste : 2023